# 줄기상추
줄기상추는 상추의 재배종으로, 줄기를 이용하는 채소이다.

## 이름
중국에서는 워쑨(중국어 간체자: 莴笋, 정체자: 萵筍, 병음: wōsǔn, 한자음: 와순)이라 불리는데, "워(莴, 萵)"는 "상추"를 뜻하며, "쑨(笋, 筍)"은 "새순"을 뜻한다. 줄기가 죽순과 비슷하여 이렇게 불린다.
영어권에서는 셀터스(영어: celtus)나 아스파라거스상추(영어: asparagus lettuce 아스파라거스 레터스[*])로 불리기도 한다.

## 역사
한국에서는 고려 시대부터 줄기상추를 재배했다.

## 사진 갤러리

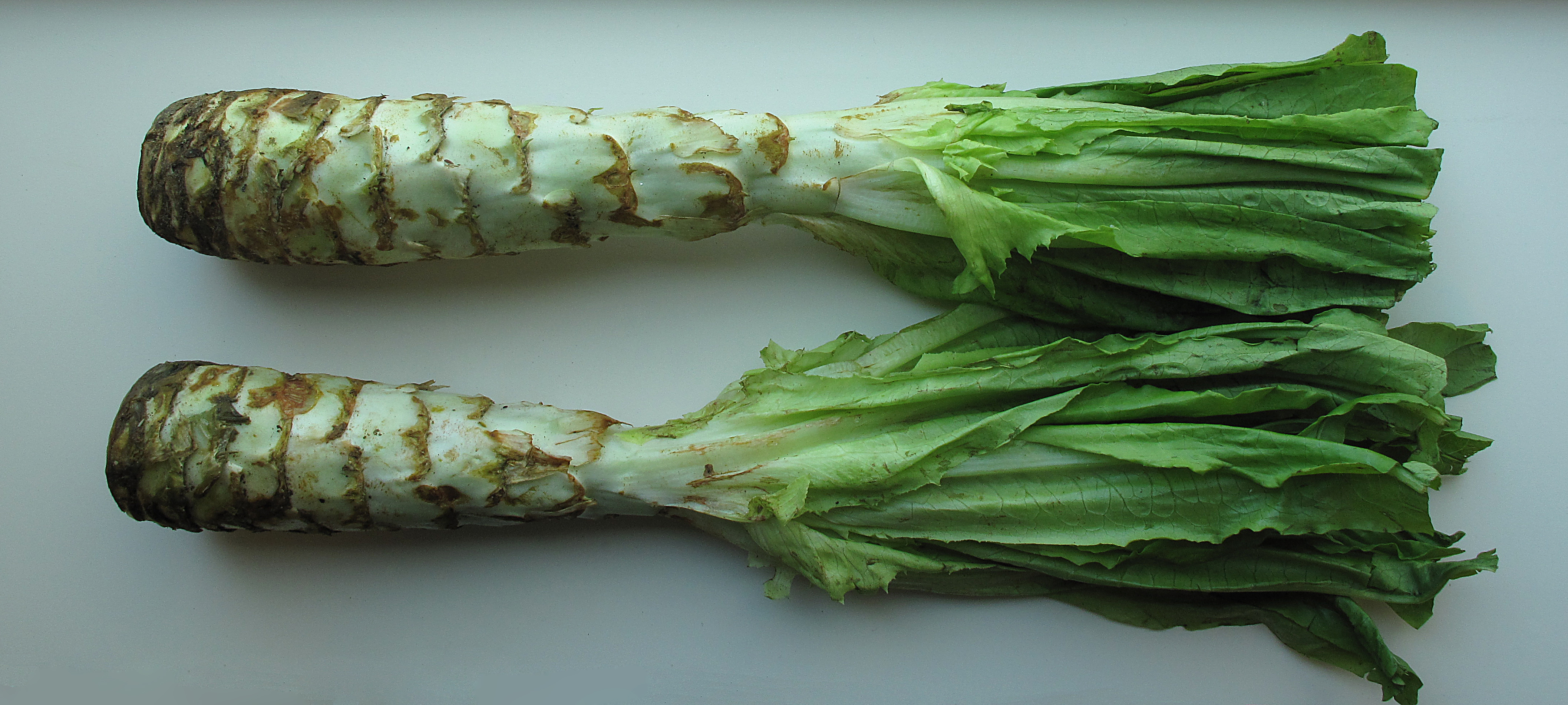
줄기상추
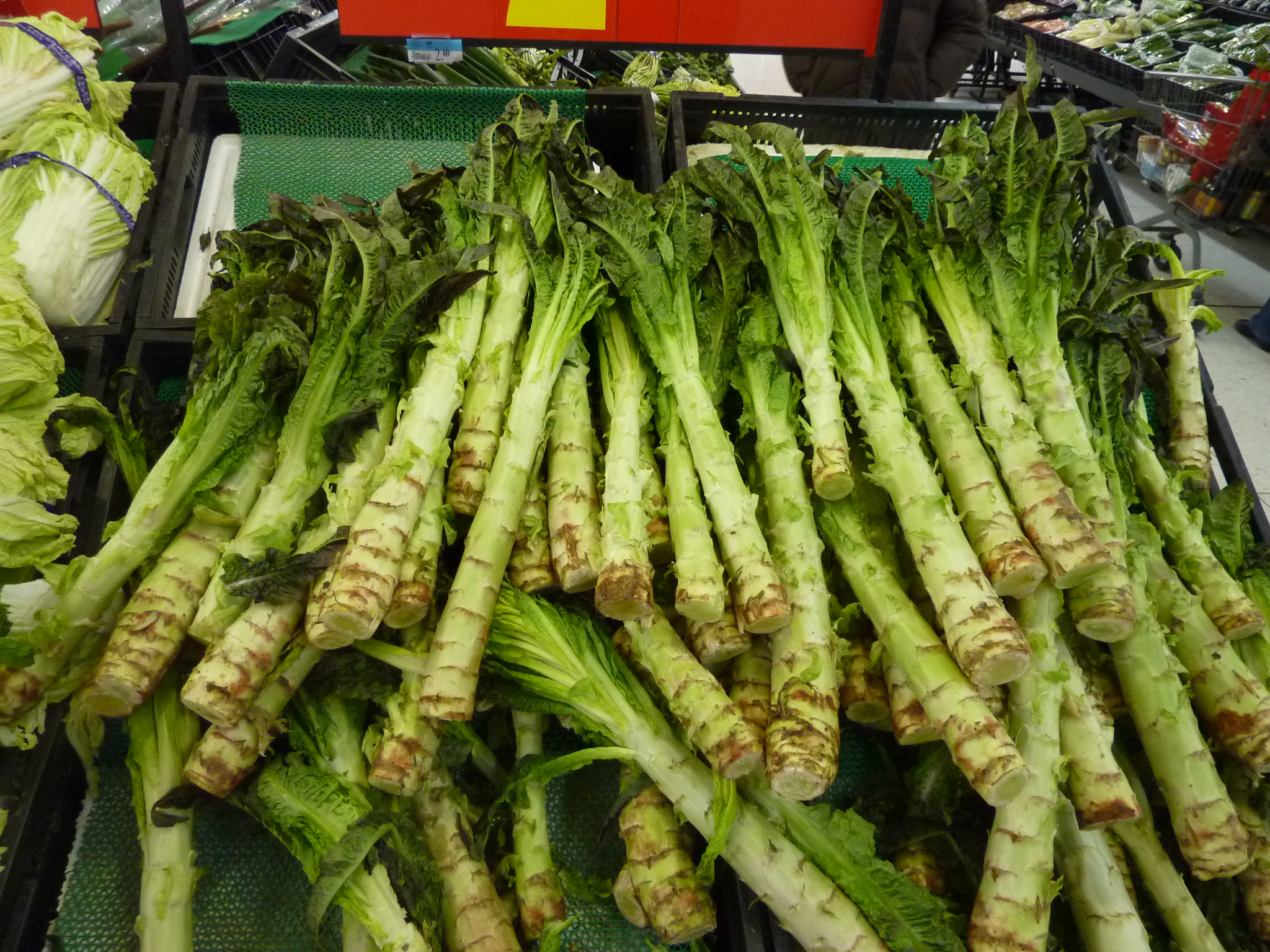
중국 양저우의 시장에서 줄기상추를 파는 모습

## 같이 보기
- 채소 목록